# Xã Twin Valley, Quận McKenzie, Bắc Dakota
Xã Twin Valley (tiếng Anh: Twin Valley Township) là một xã thuộc quận McKenzie, tiểu bang Bắc Dakota, Hoa Kỳ. Năm 2010, dân số của xã này là 114 người.